# Carpococcyx viridis
Carpococcyx viridis este o specie de cuc terestru mare. A fost clasificată de oamenii de știință din occident în 1879 ca fiind aceeași specie cu pasărea similară din Borneo, dar a fost recunoscută drept specie separată în anul 2000. Această specie evazivă a fost cunoscută inițial din doar prin observarea a opt exemplare acum mai bine de un secol. De la ultima observare în 1916, pasărea nu a mai fost văzută până în 1997, când a fost redescoperită și fotografiată de Andjar Rafiastanto. Se crede că dieta cucului constă în nevertebrate, mamifere mici și reptile.

## Caracteristici
Carpococcyx viridis este o pasăre mare, terestră, cu o coadă lungă și plină. Păsările adulte ating o lungime medie de 55 cm. Ciocul și picioarele rezistente sunt deopotrivă verzi. Are o coroană neagră, care devine verde în partea posterioară. Spatele (la mijloc și în față), părțile laterale ale corpului, partea inferioară a gâtului, partea superioară a pieptului, penele tectrice și secundare ale aripilor sunt toate verzi, iar spatele inferior este maroniu, cu linii groase verzui. Aripile și coada sunt lucioase și verzui-negre. Celelalte părți inferioare sunt brune, mai rufoase pe flancuri. În jurul ochilor pielea este goală, colorată viu în verde, violet și albastru. Repertoriul său de cântece este puțin cunoscut, dar un cântec înregistrat recent constă în fluierături repetate, care scad și cresc în ton și sunt emise într-o serie ui-ou-ui, cu fiecare repetiție pe o tonalitate mai înaltă decât precedenta.

## Răspândire și habitat
Carpococcyx viridis este o specie endemică Indoneziei și se găsește exclusiv pe insula Sumatra. Descrieri timpurii ale specimenelor sugerează că habitatul său preferat se află la poalele dealurilor și pădurile tropicale montane primare, iar locurile în care a fost observat recent întăresc această ipoteză. Pasărea poate fi găsită la altitudini de între 300 și 1.400 de metri. Pentru că este întâlnit în prezent atât de rar, o cantitate considerabilă de informații despre Carpococcyx viridis provine doar din notițele lui Tommaso Salvadori, ornitologul și zoologul italian care a descoperit specia. Se pare că Salvadori nu a depus făcut eforturi mari pentru a afla mai multe de la localnici despre această pasăre.
În lista roșie a speciilor amenințate UICN se estimează că populația totală a Carpococcyx viridis variază între 50 și 249 de indivizi maturi și că populația sa este în scădere. Specia este considerată una dintre cele 100 de specii de păsări cu riscul cel mai mare de dispariție din lume. Precum ruda sa apropiată, Carpococcyx radiceus, această pasăre este considerată foarte discretă, ceea ce poate explica parțial lipsa observațiilor.
Cele mai multe observații contemporane au avut loc în Munții Barisan din Sumatra de Sud, începând cu individul fotografiat în Parcul Național Bukit Barisan Selatan în 1997. Alte cinci observații au fost raportate în imediata apropiere între 2007 și 2010. Încă o observație neconfirmată a avut loc în anul 2000 în Rezervația Naturală Bukit Rimbang-Baling. În 2006, o cameră de fotografiat camuflată montată pentru tigri în apropierea Parcului Național Kerinci Seblat, de asemenea în Munții Barisan, a realizat mai multe imagini ale Carpococcyx viridis pentru prima dată după 1997 și doar a doua oară în ultimii o sută de ani.
În 2007, cântecul său a fost înregistrat pentru prima dată conform Wildlife Conservation Society din New York, într-o declarație publicată pe 26 februarie. Cântecul a fost înregistrat de biologii WCS după ce un vânător le-a înmânat o pasăre pe care a prins-o.
În 2017, o cameră camuflată din Parcul Național Batang Gadis a realizat o fotografie a unui individ de Carpococcyx viridis, indicând faptul că ar putea exista o populație încă necunoscută în Sumatra de Nord.

## Stare și conservare
Din cauza pierderilor de habitat continue și dimensiunii mici a populației, Carpococcyx viridis este evaluat ca fiind supus unui risc extrem de mare de dispariție în sălbăticie pe lista roșie a speciilor amenințate a UICN.
Deși cunoștințele sunt limitate în ceea ce privește Carpococcyx viridis, se crede că acesta se confruntă cu multe dintre aceleași presiunile precum populațiile de elefant, urangutan, rinocer și tigru. Principala amenințare este despădurirea și s-a constatat că doar acest factor a dus la o pierdere medie de 2 % din pădurea din Parcul Național Bukit Barisan Selatan între 1985 și 1999, unul dintre refugiile primare ale păsărilor. Pădurea de la bazele munților din parc este de obicei prea îndepărtată pentru a fi înlocuită cu plantații de palmier. Din 2006, Indonezia este cel mai mare producător de ulei de palmier și a înregistrat o creștere de cinci ori a producției între 1994 și 2004. În plus, se așteaptă ca producția să se dubleze până la sfârșitul anului 2030. Având în vedere că această pasăre preferă pădurea primară cu multe desișuri, este puțin probabil ca reîmpădurirea să fie o măsură la fel de eficientă precum protecția habitatului existent în prezent. Chiar și zonele protejate se confruntă cu rate semnificative de defrișare. Gunung Singgalang a înregistrat încă din 1917 o reducere a suprafeței de pădure până la altitudinea de 1.800-1.900 m.
Deoarece este o pasăre care se hrănește la sol, Carpococcyx viridis poate fi susceptibilă la prinderea accidentală în lațuri. Un individ a fost recent capturat într-o astfel de capcană care aproape sigur fusese montată pentru găini.
În prezent, doar câteva acțiuni de conservare sunt în desfășurare. Munții Barisan conțin 20 de arii protejate, dintre care unele se află în arealul actualmente cunoscut al Carpococcyx viridis. Specia beneficiază probabil de multe dintre celelalte zone protejate stabilite pentru alte viețuitoare endemice ale Sumatrei, însă întregul spectru de necesități pentru conservare nu poate fi cunoscut până când nu sunt efectuate studii suplimentare.
UICN a publicat o serie de sugestii pentru viitoarele acțiuni de conservare. Acum că a fost înregistrat cântecul speciei, este posibil să se efectueze studii extinse pentru a stabili mai bine arealul, distribuția și populația, precum și pentru a determina nevoile de habitat, amenințările și nevoile de conservare ale acesteia. După ce aceste studii furnizează informații suficiente, UICN recomandă o revizuire a ariilor protejate existente și, dacă populațiile cheie nu sunt reprezentate în mod corespunzător în cadrul acestora, recomandă crearea strategică de zone protejate. Similar altor specii endemice Sumatrei, cucului ar trebui să i se ofere protecție deplină în legislația indoneziană.
Carpococcyx viridis ar putea beneficia de ecoturism dacă va fi introdus în zonă, dar acest mecanism implică deja schimbarea habitatului și ar putea ajuta pe termen scurt, fără a oferi o garanție a conservării viitoare.